# Carrera Torres
Carrera Torres är en ort i Mexiko.   Den ligger i kommunen Xicoténcatl och delstaten Tamaulipas, i den centrala delen av landet, 400 km norr om huvudstaden Mexico City. Carrera Torres ligger 114 meter över havet och antalet invånare är 104.
Terrängen runt Carrera Torres är platt åt sydost, men åt nordväst är den kuperad. Terrängen runt Carrera Torres sluttar söderut. Runt Carrera Torres är det ganska glesbefolkat, med 23 invånare per kvadratkilometer. Närmaste större samhälle är Xicoténcatl, 4,2 km sydost om Carrera Torres. Omgivningarna runt Carrera Torres är en mosaik av jordbruksmark och naturlig växtlighet.